# Helictopleurus patricii
Helictopleurus patricii là một loài bọ cánh cứng trong họ Bọ hung (Scarabaeidae).